# John Carlyle Herbert
John Carlyle Herbert (ur. 16 sierpnia 1775, zm. 1 września 1846) – amerykański prawnik i polityk związany z Partią Federalistyczną.
W latach 1815–1819 przez dwie dwuletnie kadencje Kongresu Stanów Zjednoczonych był przedstawicielem drugiego okręgu wyborczego w stanie Maryland w Izbie Reprezentantów Stanów Zjednoczonych.